# この二人に幸あれ
『この二人に幸あれ』（このふたりにこうあれ）は、1957年（昭和32年）2月19日に公開された日本映画。製作、配給は東宝。モノクロ、スタンダード。同時上映は『山と川のある町』。
平凡なサラリーマンとOLの結婚生活を描く。

## キャスト
- 若尾久夫：小泉博
- 清水雅子：白川由美
- 丸山千津子：津島恵子
- 丸山俊夫：三船敏郎
- 大越：藤原釜足
- 大越ふさ（大越の妻）：清川玉枝
- 西垣支店長：笈川武夫
- 小杉課長：如月寛多
- 今井愛子：小泉澄子
- 大木：藤木悠
- 中島：田島義文
- 若尾の母：英百合子
- 雅子の母：夏川静江
- 雅子の父：志村喬

## スタッフ
- 製作：堀江史朗
- 脚本：松山善三
- 音楽：中田喜直
- 撮影：小泉一
- 美術：北辰雄
- 録音：保坂有明
- 照明：横井総一
- 助監督：清水勝弥
- 製作担当者：角田健一郎
- スチール：荒木五一
- 監督：本多猪四郎